# Drepanogynis herbuloti
Drepanogynis herbuloti là một loài bướm đêm trong họ Geometridae.